# Gippe
Gippe ist eine zur Stadt Elsterberg gehörige Siedlung im sächsischen Vogtlandkreis. Sie wurde 1868/1870 nach Elsterberg eingemeindet, gehörte aber schon in früherer Zeit bezüglich der Verwaltung immer zu Elsterberg. Zwischen 1952 und 1992 gehörte Gippe zum Kreis Greiz im Bezirk Gera bzw. ab 1990 im Freistaat Thüringen. Durch einen Staatsvertrag kamen die Stadt Elsterberg mit ihren Ortsteilen und die benachbarte Gemeinde Görschnitz am 1. April 1992 zum sächsischen Landkreis Plauen. Am 1. Januar 2011 wurde Gippe als Gemeindeteil von Elsterberg gestrichen.

## Geographie

Lage von Gippe in der Flur Elsterberg (Abkürzung: G)

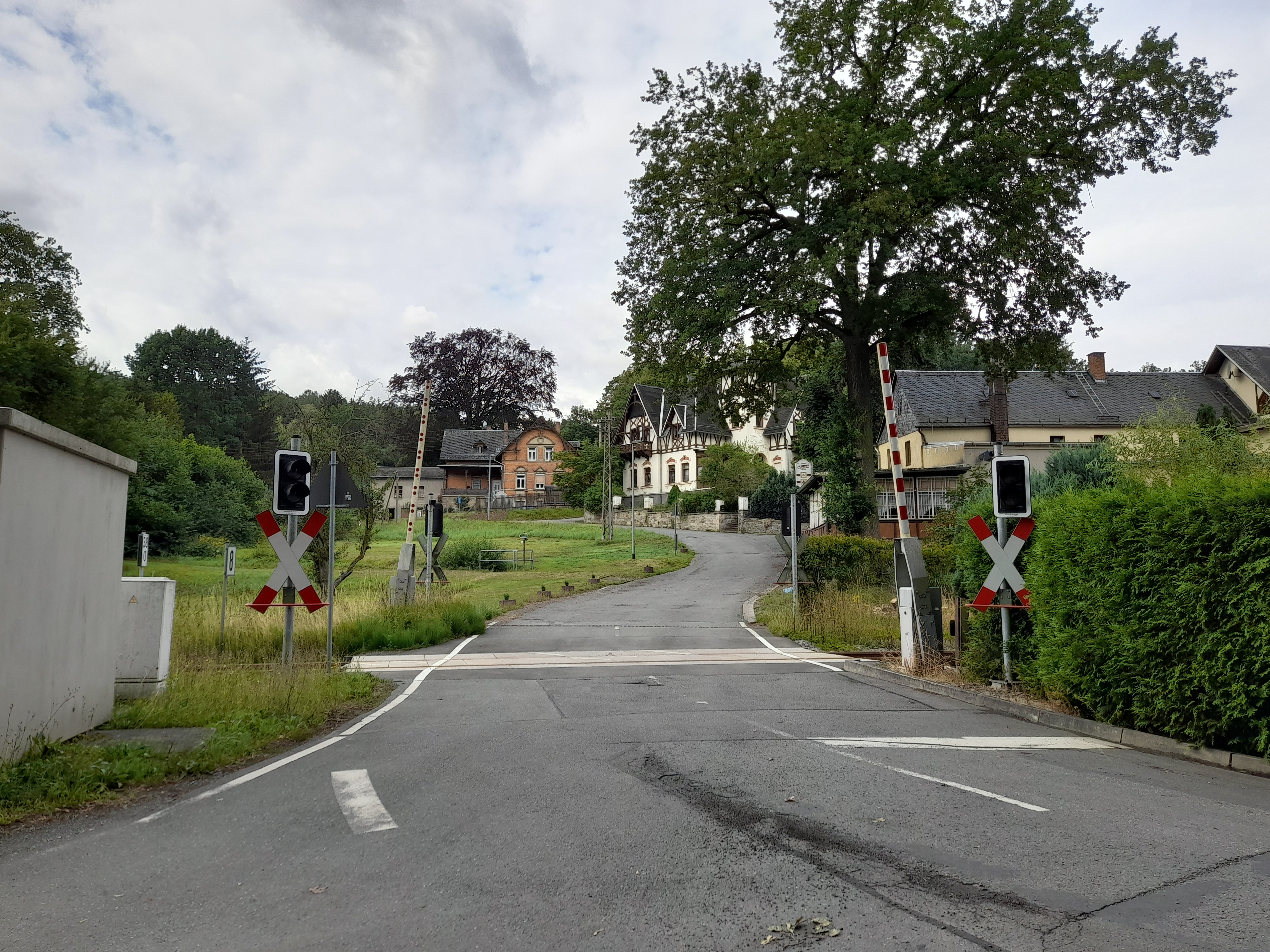
Bahnübergang Gippe (2023)

### Geographische Lage und Verkehr
Die Siedlung Gippe befindet sich auf einer Höhe von rund 293 Metern in der südlichen Gemarkung von Elsterberg am westlichen Ufer der Weißen Elster. Die Bahnstrecke Gera Süd–Weischlitz (Elstertalbahn) verläuft durch Gippe und trennt die östlich der Trasse gelegene Franzmühle vom westlich gelegenen Siedlungskern ab. Über den nach Norden verlaufenden Gippenweg erreicht man von Gippe aus die Bundesstraße 92 und den Haltepunkt Elsterberg Kunstseidenwerg der Elstertalbahn.
Gippe grenzt im Süden an Thüringen (thüringisches Vogtland). Der Ort befindet sich im Osten des Naturraumes Vogtland (Mittelvogtländisches Kuppenland) im sächsischen Teil des historischen Vogtlands.  Durch Gippe verläuft der Elster-Radweg. Die Siedlung besteht heute aus etwa 30 Häusern.

### Nachbarorte
|            | Elsterberg                                  |              |
| Görschnitz | Kompassrose, die auf Nachbargemeinden zeigt | Scholas      |
|            | Cossengrün                                  | Ruppertsgrün |

## Geschichte
Die Streusiedlung Gippe in der südlichen Flur der Stadt Elsterberg ist eine Spätgründung auf dem Gebiet von Elsterberg. Sie wurde erstmals um 1596 urkundlich erwähnt. Ihre Gründung steht vermutlich in engem Zusammenhang mit der benachbarten Franzmühle, welche bereits im 15. Jahrhundert existierte und zur Grundherrschaft des sich in Elsterberg befindlichen Frankenhofs gehörte. Die ersten Gippenhäuser wurden von Frönern bewohnt.

### Die Franzmühle

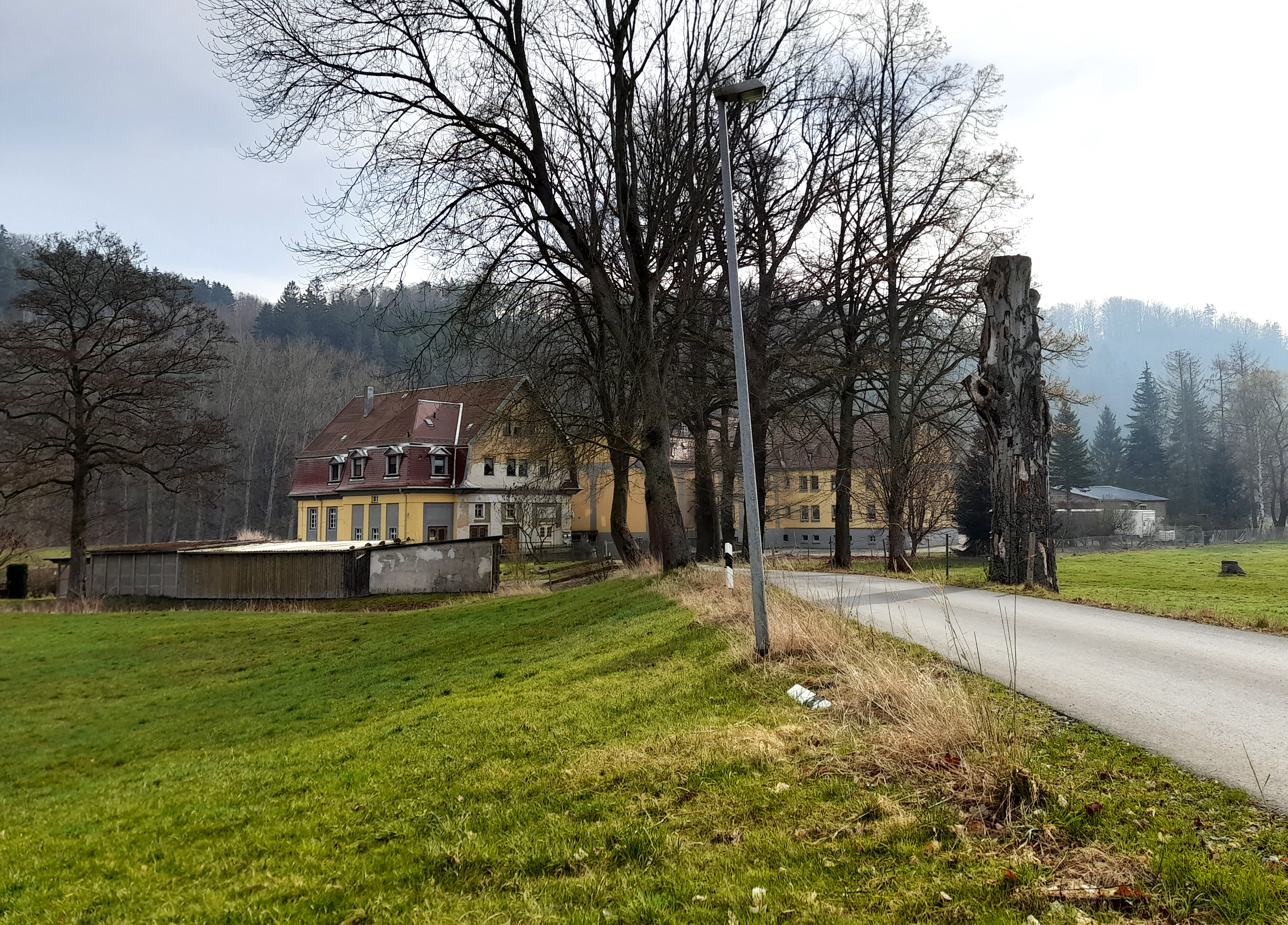
Die Franzmühle in Gippe

Das nachweislich älteste Gebäude im Bereich der Siedlung Gippe ist die Franzmühle am Ufer der Weißen Elster, welche schon um 1459 erwähnt wurde und bis 1592 „Mühle in der Aue“ genannt wurde. Der heutige Name „Franzmühle“, früher auch „Franksmühle“ wurde 1531 erstmals bezeugt, bürgerte sich aber erst um 1600 ein. Er steht im Zusammenhang mit dem Erwerb des Frankenhofs in Elsterberg mit der Mühle in der Aue durch Rudolf von Bünau der Franke um 1500. Die Franzmühle gehörte ursprünglich zu Görschnitz und nicht zu Elsterberg. Da die Herren von Dölau, denen ein Teil von Görschnitz mit der Franzmühle gehörte, die Franzmühle in der ersten Hälfte des 15. Jahrhunderts an die Herren von Elsterberg verpfändeten und in der Folge nur teilweise wieder einlösten, verblieb die Mühle bei der Elsterberger Herrschaft. Seit der Existenz des Elsterberger Frankenhofs (ab 1495 nachgewiesen) war die Franzmühle mit diesem verbunden. Im Jahr 1557 wurden Lorenz und Matern als Pächter der Franzmühle genannt. Durch Veräußerung des Frankenhofs von Rudolf von Bünau an Abraham Honauer gelangte 1634 auch die Franzmühle an den neuen Eigentümer. 1637 gelangten die Gebäude an Carol Bose. Als Pächter wurden in der Folgezeit Caspar Preller (1656) und Caspar Poland (1682) genannt. Da sich um 1687/1988 aufgrund des schlechten Bauzustands des Gebäudes kein neuer Pächter fand, trennte man die Mühle vom Frankenhof und verwandelte sie in ein frei vererbbares Allod. Christoph Geigenmüller übernahm die Mühle, allerdings wurde sie bereits 1689 wieder ein Lehngut, da Geigenmüller die finanziellen Mittel für die Ausbesserungsarbeiten an der Mühle fehlte. Dessen Sohn, Caspar Geigenmüller, erwarb die Franzmühle 1695 als freies Erbgut (Allod). Da dieser aber schlecht wirtschaftete, ging die Mühle im Jahr 1719 als Lehen an die Familie von Bose. Ab 1724 erschien Salomon Geigenmüller als Pächter. Unter der Familie Hadlich, welche die Mühle seit 1843 besaß, erfolgte der Abriss des alten Werks und anschließend der vollständige Neuaufbau. Die Stadt Elsterberg errichtete in dieser Zeit neben der Franzmühle ein Elektrizitätswerk.

### Die Gippenhäuser

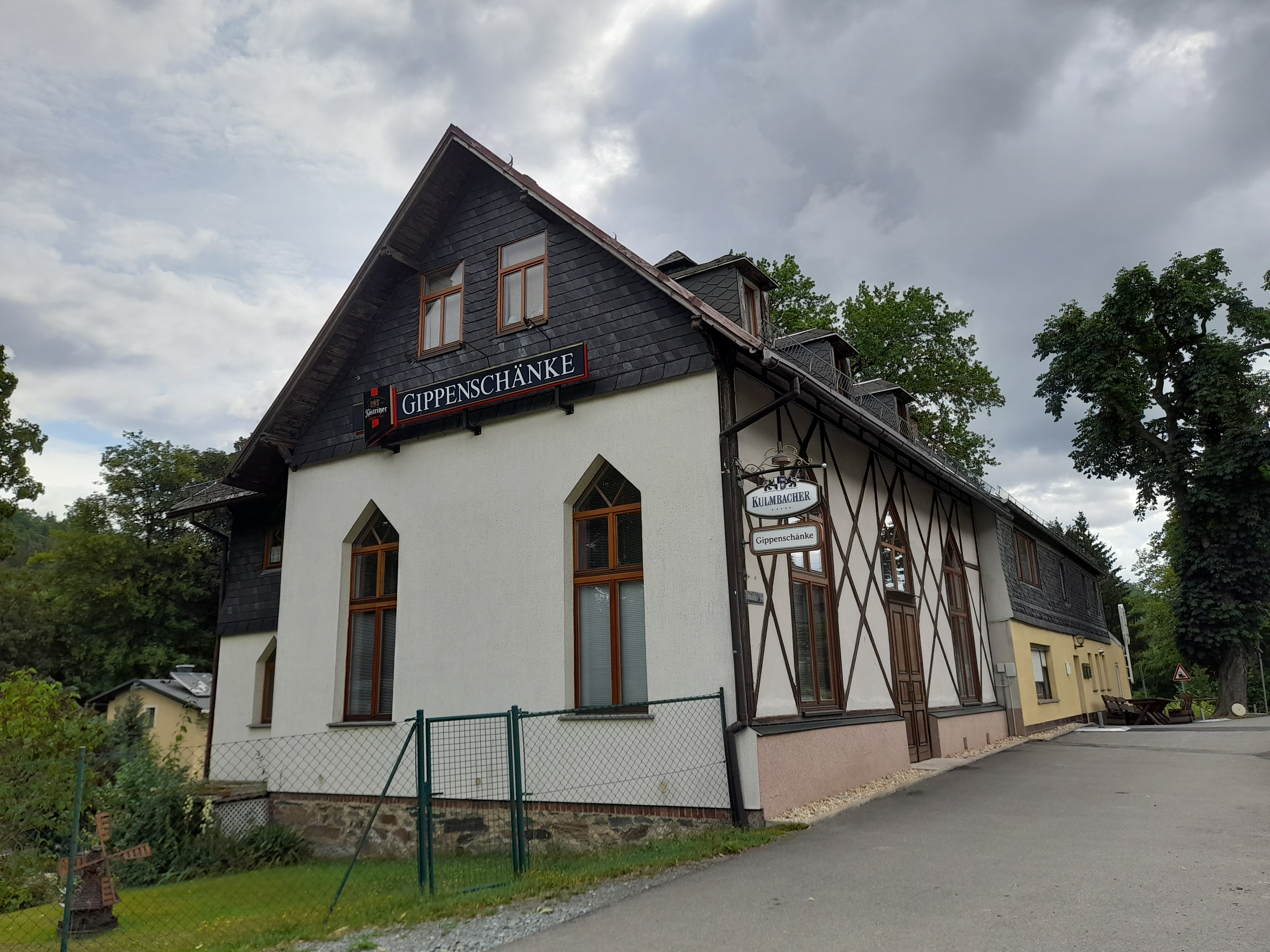
Gippenschänke in Gippe

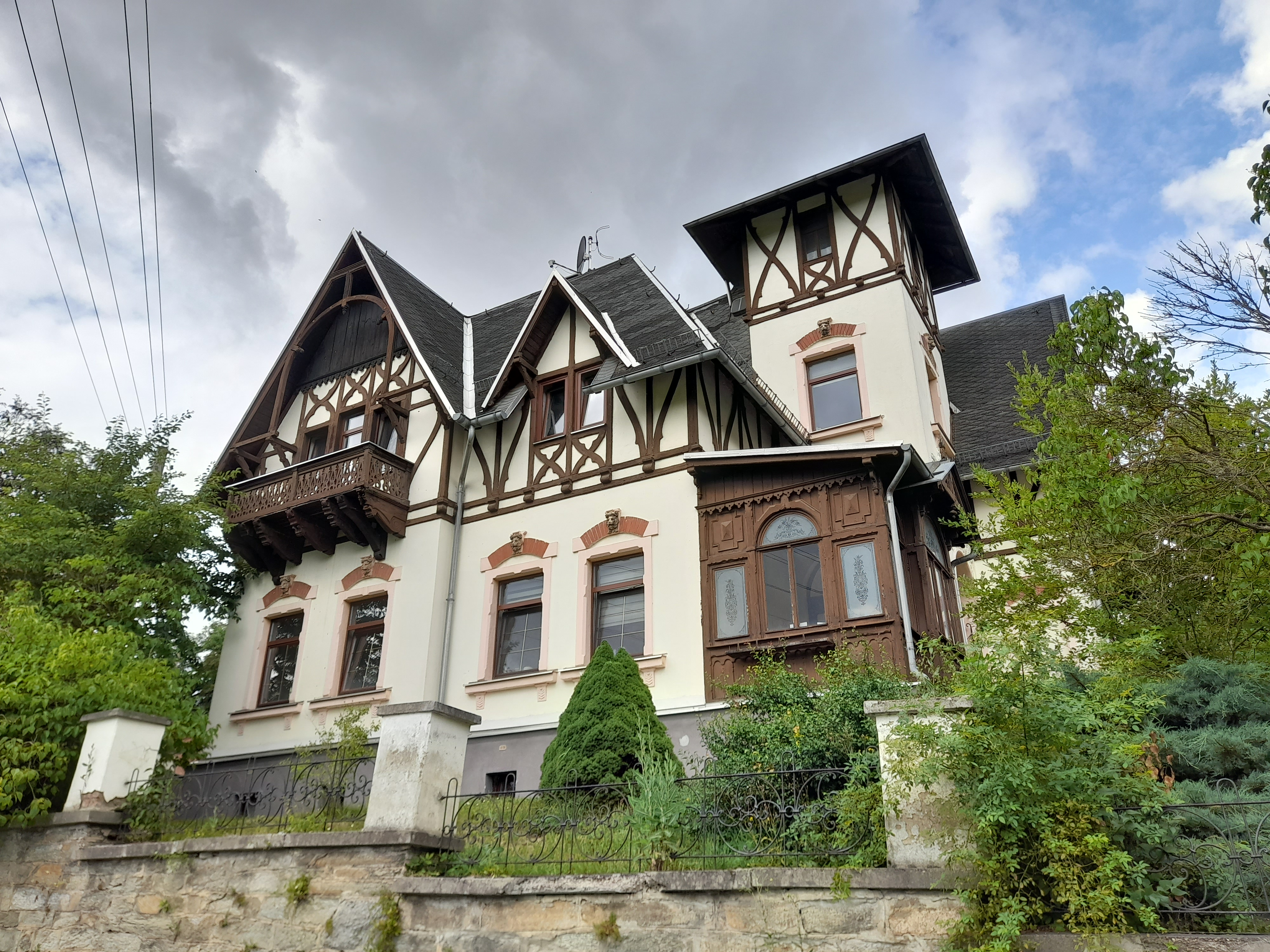
Villa in Gippe

Obwohl die Gippenhäuser zusammen mit der Franzmühle einen besonderen Teil der Stadt Elsterberg bilden, sind die Gippenhäuser deutlich jünger als die bereits im 15. Jahrhundert erwähnte Franzmühle. Die Gippenhäuser wurden erstmals 1596 urkundlich nachgewiesen und ursprünglich von Frönern bewohnt, die nachweislich im engen Zusammenhang mit der Franzmühle standen. Als Folge des Dreißigjährigen Kriegs (1618 bis 1648) wurde Gippe noch um 1661 als wüst bezeichnet. 1795 gab es in der Siedlung fünf Häuser, von denen drei Gebäude wie die Franzmühle dem Rittergut Frankenhof in Elsterberg unterstanden. Die anderen beiden Häuser gehörten zum Vorwerk bzw. späteren Rittergut Görschnitz, welches wiederum der Grundherrschaft des Ritterguts Thürnhof unterstand. Weiterhin hatte auch der Rat zu Elsterberg Anteile an Gippe. Kirchlich ist die Siedlung Gippe seit jeher nach Elsterberg gepfarrt. 
Gippe und die Franzmühle lagen bis 1856 im kursächsischen bzw. königlich-sächsischen Amt Plauen. 1856 wurde die Siedlung dem Gerichtsamt Elsterberg und 1875 der Amtshauptmannschaft Plauen angegliedert. Die Eingemeindung nach Elsterberg erfolgte um 1868/1870. Seit 1875 führt die Bahnstrecke Gera Süd–Weischlitz (Elstertalbahn) ohne Halt durch Gippe. Im Jahr 1952 entstand die Gippenschänke als Vereinslokal des zu dieser Zeit in Gippe existierenden Sportvereins. Im Jahr 2022 feierte das Lokal sein 70-jähriges Bestehen.
Durch die zweite Kreisreform in der DDR wurde Gippe als Teil der bisher sächsischen Stadt Elsterberg gemeinsam mit deren bisher ebenfalls sächsischen Nachbarorten Görschnitz, Noßwitz, Cunsdorf, Tremnitz und Pansdorf im Jahr 1952 dem Kreis Greiz im Bezirk Gera angegliedert. 
Ab 1990 gehörten die Stadt Elsterberg mit Noßwitz und Gippe und ihre ebenfalls 1952 dem Kreis Greiz zugeordneten, einst sächsischen Nachbarorte Görschnitz, Cunsdorf, Tremnitz und Pansdorf zunächst zum thüringischen Landkreis Greiz. Auf Grundlage des Staatsvertrages zwischen Thüringen und Sachsen wechselten die Stadt Elsterberg (mit Gippe und Noßwitz) und die Gemeinde Görschnitz am 1. April 1992 zum sächsischen Landkreis Plauen. Dem gingen Proteste in den sogenannten „Krawallgebieten“ voraus. Der Ort Cunsdorf wechselte durch einen weiteren Staatsvertrag am 31. Juli 1994 nach Sachsen. Pansdorf und Tremnitz entschieden sich hingegen für einen Verbleib bei Thüringen. Die einstige Lage von Gippe im Kreis und Bezirk Greiz ist bis heute an der Zugehörigkeit zum „thüringischen“ Postleitzahlengebiet „07“ erkennbar. Zum 1. Januar 2011 wurde Gippe als offizieller Ortsteil von Elsterberg gestrichen, nachdem es in der Hauptsatzung der Stadt vom 12. Dezember 2007 noch als „Randsiedlung Gippe“ genannt wurde.

### Einwohnerentwicklung
| Jahr          | 1795      | 1834 | 1. Dezember 1880 |
| ------------- | --------- | ---- | ---------------- |
| Einwohnerzahl | 5 Häusler | 29   | 70(*)            |

(*) In 11 Häusern. In diesen Zahlen sind 13 Einwohner (1 Haus) von Franzensmühle und einige Häuser aus Görschnitzberg (3 Häuser, 11 Einwohner) enthalten.